# Orthogonioptilum modestula
Orthogonioptilum modestula är en fjärilsart som beskrevs av Pierre Claude Rougeot. Orthogonioptilum modestula ingår i släktet Orthogonioptilum och familjen påfågelsspinnare. Inga underarter finns listade i Catalogue of Life.